# Thomas Helleday
Ulf Thomas Edvard Helleday, född 12 mars 1971 i Täby, Stockholms län, är en svensk professor i translationell medicin och kemisk biologi vid institutionen för onkologi och patologi vid Karolinska institutet och gästprofessor vid Universitetet i Sheffield.

## Biografi
Thomas Helleday läste till molekylärbiolog och disputerade vid Stockholms universitet 1999 på en avhandling om spontan eller inducerad rekombination i hrpt-genen i hamsterceller. Helleday undervisade och forskade därefter vid Sheffields universitet och utnämndes 2007 till professor i cancerterapi vid Oxfords universitet.
Helledays forskargärning startade inom grundforskning kring hur rekombination kan reparera skador under replikationen, orsakade av till exempel cytostatikabehandling. Genombrottet kom när han kunde visa att PARP-hämmare specifikt kan slå ut BRCA-muterad cancer, vilket var det första exemplet på hur man kan använda en riktad behandling mot en förlorad genmutation genom syntetisk letalitet. Denna upptäckt har gett upphov till en helt ny typ av läkemedel: PARP-hämmare, där olaparib blev det första preparatet som godkänts på den svenska marknaden år 2015. Under senare år har forskargruppen tagit fram nya koncept och läkemedelskandidater mot MTH1 som testas mot bland annat terapiresistent äggstockscancer, leukemi, levercancer och även andra sorters sjukdomar till exempel psoriasis. Man har också upptäckt hämmare av OGG1-proteinet som testas som behandling av inflammatoriska tillstånd som KOL.
Han är medförfattare till studier som har citerats totalt mer än 28 000 gånger och hans h-index var (2020) 73.
Helleday är gift och har tre barn.

## Utmärkelser
- 2010 - Torsten och Ragnar Söderbergs donationsprofessur.[16]
- 2013 - Göran Gustafssonpriset i medicin för "sitt imponerande arbete med att ta fram nya cancerläkemedel inriktade på defekta DNA-reparationsmekanismer i cancerceller."[17]
- 2015 - Invald i EMBO (European Molecular Biology Organization).[18]
- 2016 - Den första mottagaren av utmärkelsen Årets cancerforskare för forskningen som gett upphov till PARP-hämmarna.[5]

Helleday beviljades anslag och fortsättningsanslag för projektet "En gemensam akilleshäl för cancer?" av Knut och Alice Wallenbergs Stiftelse om sammanlagt 35 miljoner kronor.

## Utspel
Thomas Helleday publicerade två opinionsartiklar i Svenska Dagbladet 2005 där han bland annat kritiserade regeringens forskningssatsning för att belöna mediokra forskare genom öronmärkta anslag istället för att låta etablerade institutioner som Vetenskapsrådet bedöma vilka som hade gjort sig förtjänta av stödet. Han kritiserade också samma år den svenska forskningspolitiken vad det gällde cancerforskningen som han menade tvingat honom och andra lovande forskare att söka sig utomlands för möjlighet till attraktiva forskningstjänster.